# Тунгус (бухта)
Тунгус (до 1972 года — Лангоуай, Лянгоуай) — бухта на участке открытого берега залива Петра Великого Японского моря, у южного берега полуострова Трудный. Расположена на территории Находкинского городского округа Приморского края, в окрестностях города Находки.
Вдаётся в берег между мысом Тунгус на северо-западе и мысом Лихачёва на юго-востоке. Высокий и обрывистый мыс Тунгус окаймлён скалами. На восточной оконечности мыса на фоне тёмных скал выделяется серовато-белая скала. Берега бухты высокие, образуют несколько бухточек (в том числе бухты Большой Тунгус и Малый Тунгус), отделённые друг от друга скалистыми мысами с находящимися рядом с ними камнями и осыхающими рифами. Берега бухточек в вершинах низкие с песчаными пляжами, местами встречаются крупные валуны и галька. К вершине бухты выходит долина. К восточному берегу бухты Тунгус непосредственно подступают склоны холма Попова (160,5 м), расположенного к северо-востоку от бухты.
Мыс Лихачева имеет зубчатую форму.
Бухта была названа в 1870—1880-х годах именем шхуны «Тунгуз», принимавшей участие в гидрографических исследованиях залива. Китайское название бухты — Лянгоуай, Лангоуай: от «лань» — родник, разлив воды и «гоу» — падь; ай — берег, утёс, то есть «Родниковая падь».
На берегу бухты Тунгус обнажена людянзинская свита. В изголовье бухты Тунгус наружу выходят фельзиты и порфиритовые туфы и туфобрекчии чандалазского горизонта. К западу залегает пачка фукоидных алевролитов. В нижней части пачки располагается линза криноидных известняков.
В нижней части пади бухты Тунгус встречается болотная растительность. В районе бухты встречаются краснокнижные растения: можжевельник твёрдый в виде стланика (обычно на скалах и на каменистых склонах у моря), гнездоцветка клобучковая (дубовый лес), водяной орех маньчжурский (озёра). Бухта относилась к утраченной особо охраняемой природной территории рекреационного назначения «Юго-западное побережье залива Петра Великого» (1998—2008).
По ведомости об уловах за 1926 год Ким Хуннэги арендовал рыбный участок в бухте Тунгус. В 1939 году в районе бухты Тунгус была построена батарея № 905 на четыре артиллерийские установки МО-1-180 с пушками Б-1 П (дальность цели — до 40 км). По воспоминаниям А. Н. Болонина, приехавшего в Находку в 1946 году, «на бухте Тунгус было устроено производство галечно-цементных блоков», где работали в основном женщины. В районе бухты Тунгус расположены городские очистные сооружения предприятия «Находка-Водоканал», действующие с 1988 года. От очистных сооружений очищенные стоки поступают по трубе в море в 800 метрах от берега. Как сообщал «Находка-Водоканал» в 2006 году: «Стоки проходят полную очистку, их слив не наносит окружающей среде никакого урона. В бухте Тунгус можно спокойно купаться». Тунгус многократно относился к числу запрещённых для купания пляжей (2010—2012).

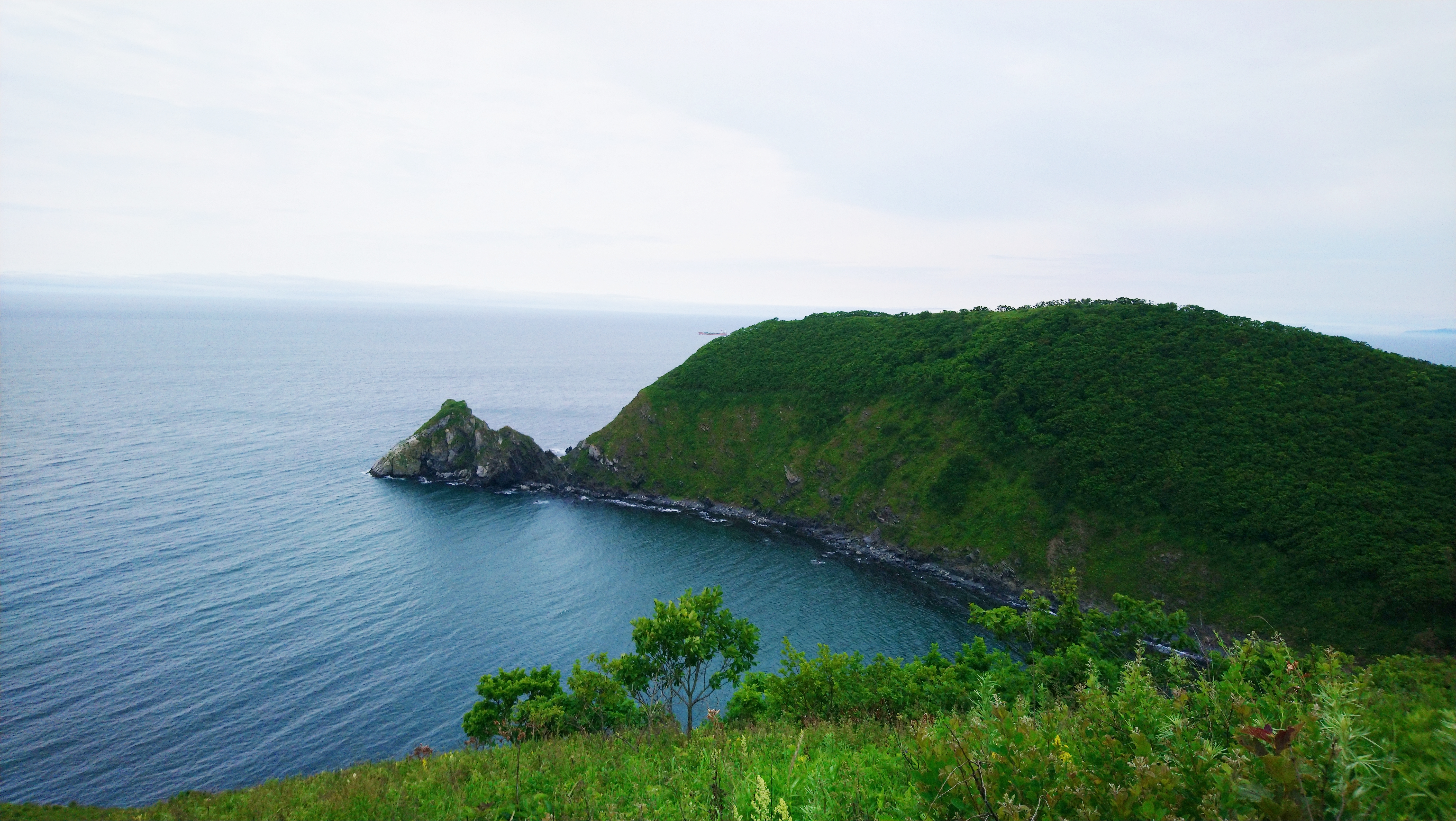
Вид на мыс Тунгус со стороны бухты Тунгус
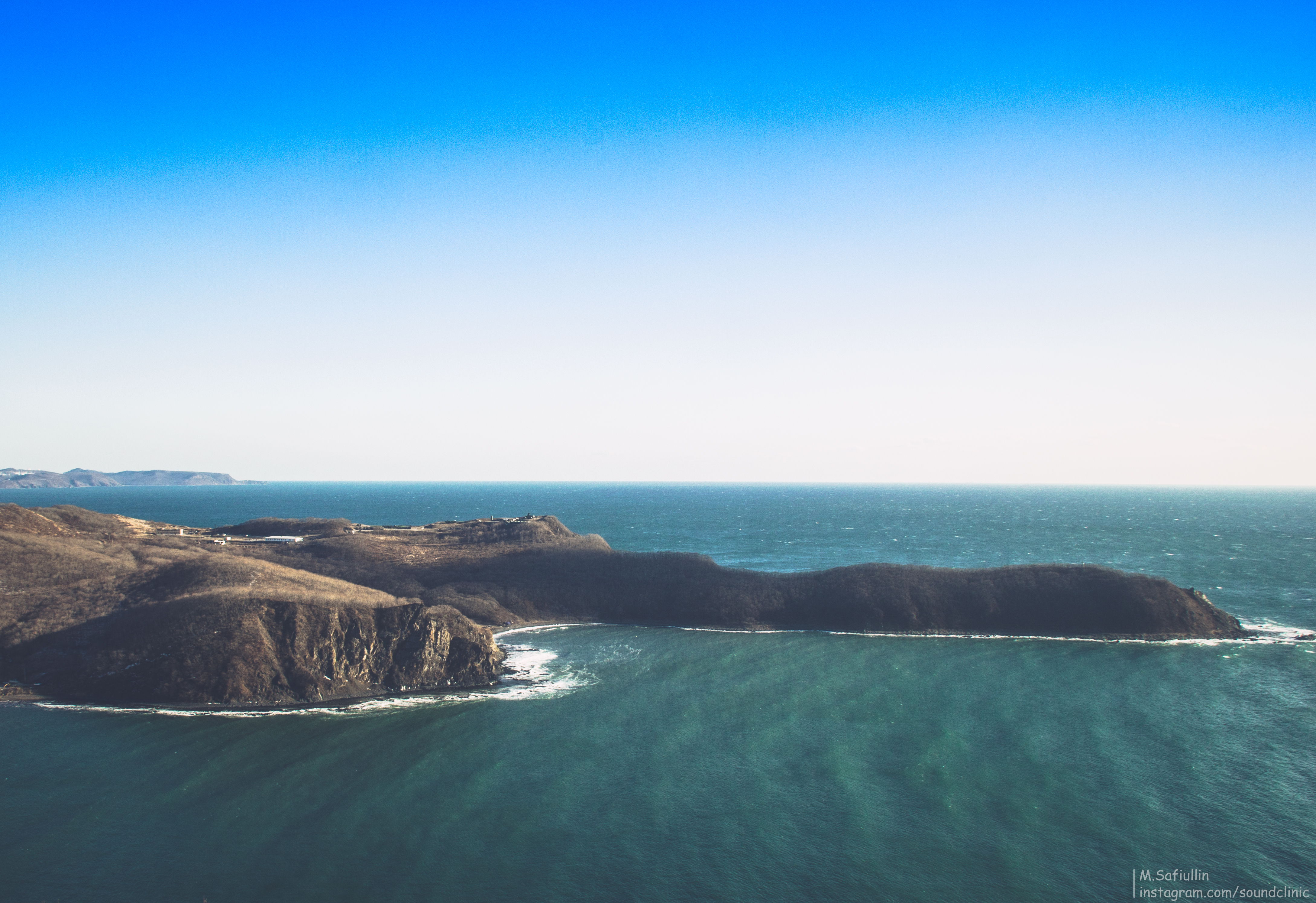
Мыс Лихачёва
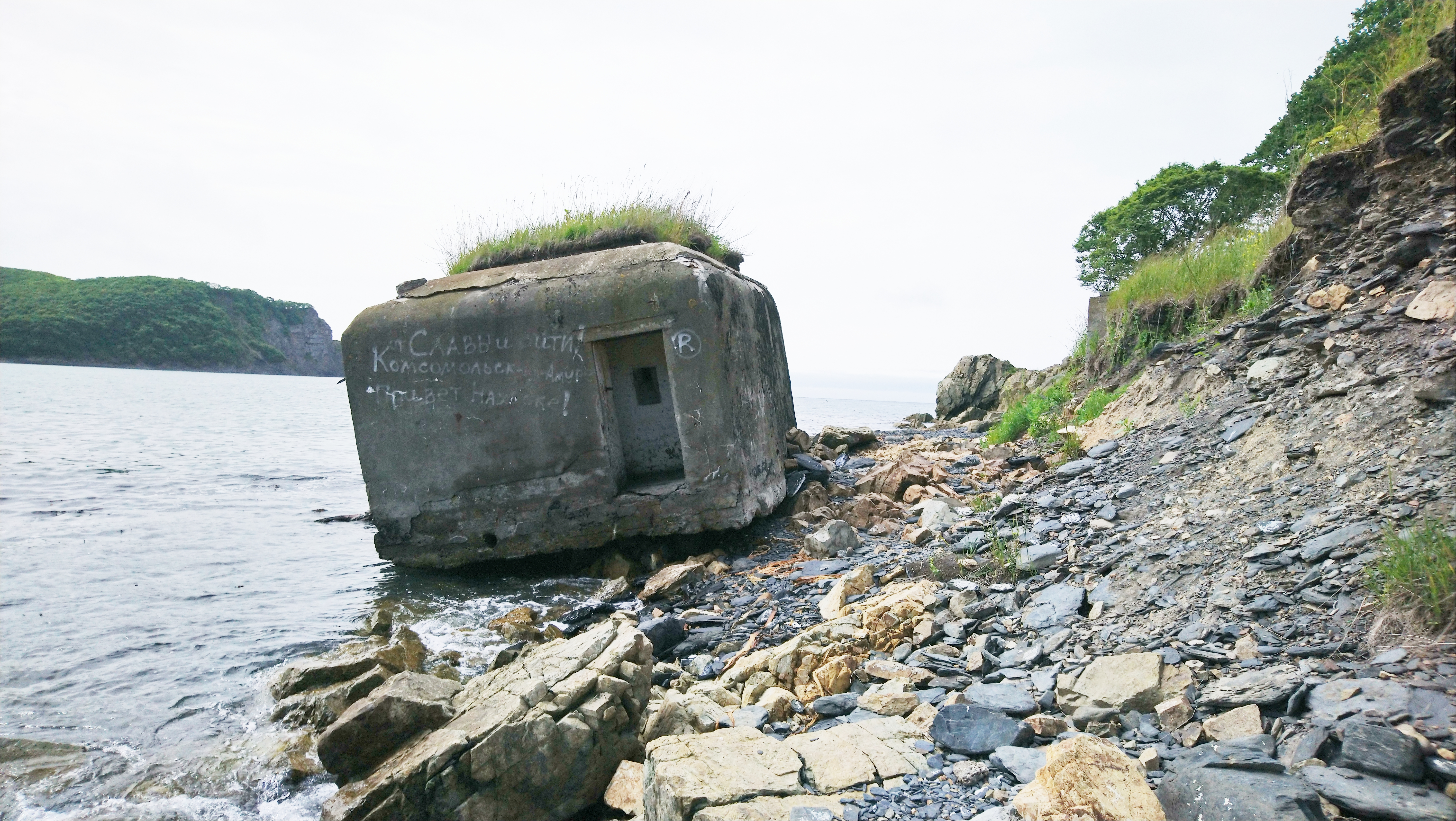
ДОТ на берегу бухты Тунгус